# Epistenia bella
Epistenia bella är en stekelart som beskrevs av Embrik Strand 1911. Epistenia bella ingår i släktet Epistenia och familjen puppglanssteklar.
Artens utbredningsområde är Peru. Inga underarter finns listade i Catalogue of Life.